# Limonia achates
Limonia achates är en tvåvingeart som beskrevs av Alexander 1972. Limonia achates ingår i släktet Limonia och familjen småharkrankar. Inga underarter finns listade i Catalogue of Life.